# 독일 사회주의통일당

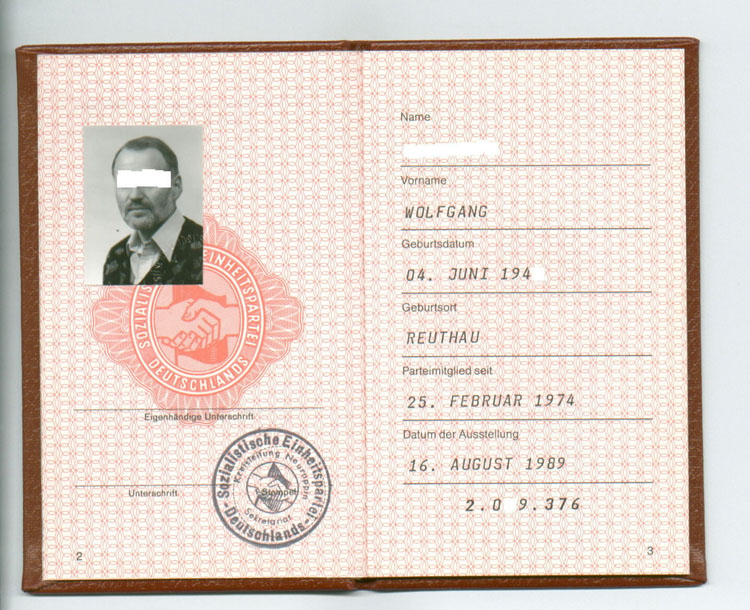
독일 사회주의통일당의 당원증

독일 사회주의통일당(독일어: Sozialistische Einheitspartei Deutschlands)은 제2차 세계 대전 후 소련이 독일의 소련 군 점령 지구 내 독일 공산당과 독일 사회민주당이 통합하여 동베를린에서 1946년에 창설된 공산당으로, 1990년 독일민주공화국 총선거때까지 존재했다. 독일의 재통일 후 대부분의 당원이 독일 공산당 (1990년) 설립에 참여했으며 독일 공산당 설립에 참여하지 않은 정파는 민주사회당(독일어: Partei des Demokratischen Sozialismus, PDS)을 창당했다가, '슈뢰더의 정책들이 신자유주의에 질질 끌려다니고 있다'며 독일 사회민주당을 탈당한 오스카르 라퐁텐 등과 함께 연합해 좌파당으로 통합되었다.
당가로는 당의 노래를 사용하였다.

## 역사

### 창당과 독일 민주공화국 건국
1946년 4월 21일에 독일의 소련 점령지에서 소련과 독일 공산당의 주도로 독일 사회민주당을 통합하여 독일 사회주의통일당이 설립되었다. 창당 직후 독일 공산당의 마지막 서기장인 빌헬름 피크와 독일 사회민주당의 마지막 당수인 오토 그로테볼이 독일 사회주의통일당 중앙위원회 공동 의장으로 선출되었다. 독일 사회주의 통일당은 소련의 지원을 받는 독일 민주정부를 수립하였으며, 반파시즘-사회주의 정당과 단체의 선거연합인 민주연합을 출범시켜 독일 인민대표회의 개최, 진행했다. 이후 1949년 10월에 독일 민주정부는 독일 민주공화국으로 개칭하였으며, 민주연합도 국민전선으로 확대 개편되었다. 독일 민주정부의 공동 지도자였던 빌헬름 피크와 오토 그로테볼은 각각 독일 민주공화국의 대통령과 총리에 취임했다.

## 당 대회

### 제1차 당대회
제1차 당대회는 1946년 4월 26일에 개최되었으며, 집행위원회를 설치하여 빌헬름 피크와 오토 그로테볼을 공동 의장으로 선출했다. 독일 사회주의통일당은 전신인 독일 공산당의 전통을 계승하여 스탈린주의 강령을 채택하고 이오시프 스탈린의 소련 공산당을 모델로 삼았다. 이외에도 콤소몰을 모방한 자유 독일 청년단을 설립했으며, 산하에 에른스트 텔만 피오네르 조직도 설치했다.

### 제2차 당대회
제2차 당대회는 1947년 7월 20일부터 7월 24일까지 4일간 개최되었으며 당 강령을 구체화하고, 집행위원회를 중앙위원회로 개편하였다. 중앙위원회 정치국 위원으로는 에리히 호네커를 비롯한 독일 공산당의 주요 인사들이 선출되었다.

### 제3차 당대회

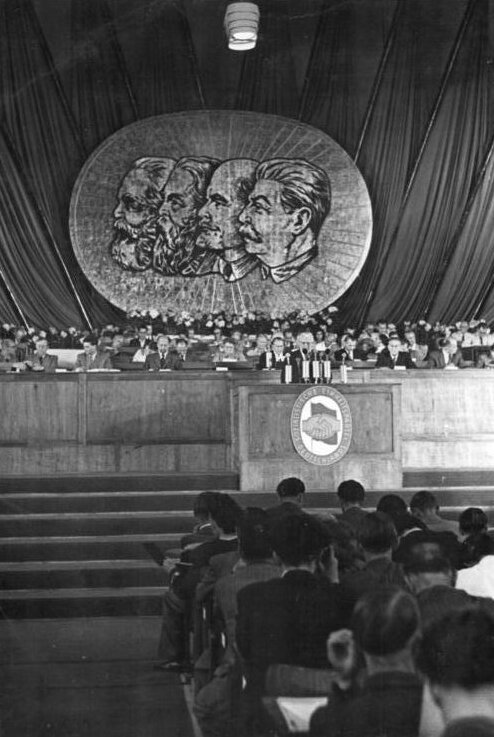
1950년에 개최된 제3차 당대회의 모습

1950년 7월 20일 독일 사회주의통일당은 제3차 당대회를 개최하여 공동 의장 직위를 폐지하고 서기국을 신설하여 빌헬름 피크를 서기장으로, 발터 울브리히트를 의장으로 선출하였다. 또한 당 휘하에 내무부와 국영화를 감독하는 인민 기업을 설치하여 소련 공산당과 동일한 구조를 갇추게 되었다.

## 역대 선거 결과

### 역대 총선
| 년도 | 의석 수   | 득표수 | 득표율 |
| ---- | --------- | ------ | ------ |
| 1949 | 90 / 330  |        |        |
| 1950 | 110 / 400 |        |        |
| 1954 | 117 / 400 |        |        |
| 1958 | 117 / 400 |        |        |
| 1963 | 110 / 434 |        |        |
| 1967 | 110 / 434 |        |        |
| 1971 | 110 / 434 |        |        |
| 1976 | 110 / 434 |        |        |
| 1981 | 127 / 500 |        |        |
| 1986 | 127 / 500 |        |        |

## 같이 보기
- 노동운동
- 동독 지도부
- 동독의 지도자
- 자유 독일 청년단
  - 에른스트 텔만 피오네르
- 인민의회 (동독)